# Ivan od Saint-Omera
Ivan (francuski: Jean; grčki: Ιωάννης) bio je srednjovjekovni grčki plemić francuskog podrijetla, koji je postao maršal i barun trećine grofovije Akove u kneževini Ahaji.
Nije poznato kada je rođen. Otac mu je bio francuski plemić mađarskog podrijetla, Bela, unuk kralja Bele III. od Mađarske i Hrvatske.
Ivanova je majka bila plemkinja Bonne de la Roche, sestra vojvode Atene Guya I., a kći Otona Atenskog.
Zajedno s braćom Nikolom i Otonom, Ivan se borio protiv kneza Ahaje Vilima od Villehardouina.
1276. Ivan je oženio plemkinju Margaretu od Passavanta, a njihov sin je bio Nikola III. od Saint-Omera, nazvan po svom stricu.